# Robert Greene
Robert Greene, född den 11 juli 1558 i Norwich, död den 3 september 1592 i London, var en engelsk skald.

## Biografi
Greene studerade humaniora i Cambridge och Oxford och tyckes sedan ha slagit sig på medicin. Däremot är det knappast troligt, att han avlagt prästexamen. Han tyckes ha företagit vidsträckta resor till Spanien och Italien, Frankrike och Tyskland, Danmark och Polen. Därefter gifte han sig, men övergav hustru och barn och begav sig till London, där han levde samma vilda bohemliv, som i allmänhet utmärkte denna tids dramatiker. Han sjönk allt djupare, övergavs av alla sina vänner, och hade inte en fattig skomakare och hans hustru tagit hand om honom, skulle han dött på gatan.
Greene var en rikt begåvad men hållningslös natur. Han har skrivit lyrik, dramer och noveller. Hans av samtiden högt skattade prosaberättelser i tidens euphuistiskt uppstyltade stil är ofta intressanta på grund av sitt självbiografiska innehåll; bland dem kan nämnas Mamillia (1583), Pandosto (1588), Menaphon (1589 – i vilken Shakespeare fann motivet till sin En vintersaga), Never too late (1590), A groatsworth of wit, bought with a million of repentances och The repentance of Robert Greene. I de i dessa inströdda dikterna visar sig Greene som en lyriker av hög rang. 
Som dramatiker räknas Greene bland Shakespeares omedelbara föregångare. Liksom Greenes samtida Marlowe frigjorde tragedin ur dess medeltidslänkar, utbildade Greene lustspelet. Shakespeare har sedan lärt av båda och förenat deras olika företräden. Utmärkande för Greenes dramer är deras friska skildringar av engelskt lantliv, ofta med gamla sagors stämning över sig, och deras älskliga, rena kvinnogestalter. 
Vanligen är de skrivna på blankvers, vars bruk Marlowe just då gjorde allmänt i dramat. Deras kronologiska ordning är inte säkert fastställd. Det äldsta är troligen Alphonsus, king of Arragon (före 1589); därefter följer Orlando furioso (före 1591), Friar Bacon and friar Bungay (1589 – av många ansedd som hans bästa drama), James IV (omkring 1590), George a Greene, the pinner of Wakefield samt A looking glass for London and England (i vilket han samarbetade med Lodge – 1592).